# Cestrum gracile
Cestrum gracile är en potatisväxtart som beskrevs av Francey. Cestrum gracile ingår i släktet Cestrum och familjen potatisväxter. Inga underarter finns listade i Catalogue of Life.